# شيلبي هوارد
شيلبي هوارد (بالإنجليزية: Shelby Howard)‏ هو سائق سباق أمريكي، ولد في 25 يوليو 1985 في غرينوود في الولايات المتحدة.

## وصلات خارجية
- شيلبي هوارد على موقع Racing-Reference.info (الإنجليزية)